# 요코고시정
요코고시정(横越町)은 니가타현 나카칸바라군에 설치되었던 정이다. 2005년 3월 21일에 니가타시 고난구와, 일부는 기타구에 편입해 소멸하였다.

## 역사
- 1889년 4월 1일 -정촌제 시행과 함께 나카칸바라군 요코고시촌이 성립하였다.
- 1901년 11월 1일 - 소미촌, 기쓰촌, 니혼기촌, 고스기촌
- 1966년 11월 1일 - 정으로 승격해 요코고시정이 되었다.
- 2005년 3월 21일 - 니가타시에 편입되어 소멸하였다.

## 행정
- 아사미 료이치 (浅見良一) (1996년 11월 1일부터) (촌장으로서는 1983년 5월 1일부터)

## 교통

### 도로
- 국도 49호선

## 같이 보기
- 고난구 (니가타시)